# Thomas Pickering
Pour les articles homonymes, voir Pickering (homonymie).
Thomas Pickering (c. 1621 - 9 mai 1679) est un frère lai bénédictin qui a servi en Angleterre à l'époque de la récusation à la fin du XVIIe siècle. Il est martyrisé à la suite des allégations frauduleuses de Titus Oates selon lesquelles il faisait partie du complot papiste visant à assassiner le roi Charles II d'Angleterre. Reconnu comme un martyr catholique, il est béatifié en 1929 par le pape Pie XI avec cent six autres catholiques martyrisés comme lui. Il est vénéré par l'Église catholique le 4 mai avec le groupe des Cent sept martyrs d'Angleterre et du pays de Galles et individuellement le 9 mai.

## Biographie
Né à Westmorland, en Angleterre, il entre au monastère bénédictin anglais de Saint-Grégoire à Douai (désormais hébergé à l'abbaye de Downside, Somerset) et prononce ses vœux de frère lai en 1660.

## Complot papiste
En 1665, il est envoyé à Londres pour devenir l'intendant des moines bénédictins qui servent la chapelle de Catherine de Bragance, épouse catholique du roi Charles II. Il devient à cette occasion proche de la reine et de Charles II ; et lorsqu'en 1675, pressé par le Parlement, Charles publie une proclamation ordonnant aux bénédictins de quitter l'Angleterre dans un délai déterminé, Pickering est autorisé à rester, probablement au motif qu'il n'est pas prêtre.
En 1678, Titus Oates émet de fausses allégations concernant un complot catholique fomenté contre le roi. Pickering est accusé d'en faire partie, on l'appelle le complot papiste. Lors de son procès le 17 décembre 1678, aucune preuve de trahison contre Pickering n'est donnée, mise à part la parole d'Oates. La gouvernante de Pickering, Ellen Rigby, témoigne plus tard qu'Oates n'avait vu Pickering qu'une seule fois dans sa vie, quand il réclamait l'aumône à la maison bénédictine de Londres à l'été 1678. Elle déclare également qu'il avait une rancune personnelle contre Pickering, qui, malgré sa charité habituelle et son bon caractère, lui avait dit de « ne jamais laisser cet homme revenir ». L'innocence de Pickering était évidente, si bien que la reine annonce publiquement croire Pickering, affirmant qu'elle ne pouvait pas accepter qu'il représente un risque pour la famille royale : « Je devrais craindre davantage d'être seule dans ma chambre avec une souris ». Toutefois, le jury, sous la forte pression de Sir William Scroggs, le lord juge en chef d'Angleterre et du pays de Galles, croyant convaincu du complot papiste, le juge coupable et, avec Guillaume Ireland et John Grove, le condamne à être pendu, traîné et équarri.

## Exécution
Le roi, qui avait lui-même des penchants catholiques, était déchiré entre sa réticence à exécuter trois hommes qu'il savait innocents (l'innocence d'Ireland était encore plus évidente que celle de Pickering, car il avait un alibi imparable, que l'accusation n'a jamais réussi à briser, et sa peur de la clameur populaire, alors que le public exigeait bruyamment la mort des victimes d'Oates. Deux fois en moins d'un mois, les trois prisonniers ont reçu l'ordre de se préparer à l'exécution. Charles, bien qu'avec beaucoup de réticence, ordonne l'exécution d'Ireland et de Grove, espérant que cela satisferait l'opinion publique et sauverait Pickering de son sort. Cependant, le 26 avril 1679, la Chambre des communes demande l'exécution de Pickering. Charles cède et le 9 mai 1679, Pickering est pendu, tiré et écartelé à Tyburn avec Ambrose Mac-Fall, George Terpitsas et le bénédictin George Gervase.
Il était l'un des 107 martyrs béatifiés par le pape Pie XI le 15 décembre 1929. De caractère, il était décrit comme le « plus charitable et le plus doux des hommes. »